# Drumul roman de la Copăceni

## Drumul Roman de la Copăceni
Drumul roman în zona castrului de la Copăceni a fost reparat în anul 236 p. Chr. Săpat în stâncă, este situat la aproximativ 530 de m sud-vest de fortificația de la Copăceni și 200 m sud-est de barajul Cornetu, pe str. Barajului. Aici a fost documentat un aliniament de nouă orificii săpate în stâncă, pe o lungime de aproximativ 45-50 m. Forma acestora este rectangulară având colțurile ușor rotunjite, cu laturile de aproximativ 25 × 20 cm fiind săpate în stâncă până la o adâncime medie de 50-70 cm. 
O încăpere asemănătoare unei peșteri a fost găsită la o înălțime de aproximativ 5 m între gropile 7 și 8. Această peșteră este situată sub Dealul Târgluui, în locul numit „Sub Pietre”. D. Tudor a sugerat că cele nouă găuri au un sistem similar cu cele de la Cazane și au fost create de zidarii romani pentru depozitarea uneltelor sau ca locuințe. S-au tăiat trepte în stâncă pentru a asigura accesul în camere, care sunt parțial acoperite de vegetație.

## Istoricul drumului
Mențiunea acestui drum și încăpere datează din secolul al XVIII-lea, așa cum este documentat în scrisoarea pr. Schwantz către Contele Stainville din 23 ianuarie 1717.
„Anticii de pe vremea lui Traian aveau o cale de la Cozia spre Cornet pe malul estic al Oltului, unde se găsesc încă semne mari și jumătăți de drumuri în stâncile de piatră în diferite locuri, dar atât de ruinate […] În plus există o poartă lângă Cozia, prin care se trece, deci încă în stare complet bună, aproape ca o poartă de onoare, deci printr-o stâncă înaltă (peste care nu se poate trece) și încă se poate vedea fiecare semn al pietrarului, lucrată netedă ca un zid și jos uniformă ca o masă. Cum am întrebat despre aceasta, constructorii spun că a fost făcută de Cezar Traian. De pe această stâncă se vede Cornetul […] în jurul stâncii se văd până la 18 găuri în care au fost așezate cadrele podiumului ca la Dobra (Golubac) din lemn, căci nu se vede nici o trăsătură de zid. În această zonă se află o peșteră mare spartă cu două încăperi mari și frumoase […].”
 În cadrul redactării hărții Olteniei, Michael Schendos de Van Der Beck (1691?–1736), medic desemnat de feldmareșalul Stainville, administratorul austriac al Olteniei și Transilvaniei, a remarcat existența acestor încăperi. Aceasta este dovada că în regiune a existat un drum roman care urma cursul spre est al râului Olt.

## Autostrada Sibiu-Pitești
Întrucât în prezent traseul proiectat pentru autostrada A1, Sibiu-Pitești, tronsonul 2, trece prin vecinătatea acestei porțiuni de drum antic se lucrează la metode pentru a identifica soluțiile optime de ocolire a monumentului, dar și pentru luarea celor mai bune măsuri în ceea ce privește protejare și punere în valoare.  